# Divisiones Regionales de la Región de Murcia 1980-81
Las divisiones regionales de fútbol son las categorías de competición futbolística de más bajo nivel en España, en las que participan deportistas aficionados, no profesionales. En la Región de Murcia y en la provincia de Albacete su administración corre a cargo de las Real Federación de Fútbol de la Región de Murcia, incluyendo también clubes del sur de la provincia de Alicante. Inmediatamente por encima de estas categorías estaba la Tercera División española.
En la temporada 1980-1981 las divisiones regionales se dividen en Regional Preferente, Primera Regional y Segunda Regional.
Los primeros clasificados de Regional Preferente ascienden al grupo XIII de Tercera División.

## Regional Preferente

### Clasificación
|  |     | Equipos de fútbol | PJ | G  | E  | P  | GF | GC  | Dif | Pts |
|  | --- | ----------------- | -- | -- | -- | -- | -- | --- | --- | --- |
|  | 1.  | Atlético Muleño   | 38 | 24 | 6  | 8  | 92 | 34  | +58 | 54  |
|  | 2.  | CD Torre Pacheco  | 38 | 24 | 5  | 9  | 69 | 42  | +27 | 53  |
|  | 3.  | Jumilla CF        | 38 | 20 | 11 | 7  | 67 | 32  | +35 | 51  |
|  | 4.  | CD Lumbreras      | 38 | 21 | 8  | 9  | 60 | 40  | +20 | 50  |
|  | 5.  | Atlético Lorquino | 38 | 19 | 7  | 12 | 66 | 40  | +26 | 45  |
|  | 6.  | Calasparra CF     | 38 | 19 | 6  | 13 | 72 | 43  | +29 | 44  |
|  | 7.  | Atlético Albacete | 38 | 16 | 11 | 11 | 74 | 45  | +29 | 43  |
|  | 8.  | Abarán CF         | 38 | 17 | 6  | 15 | 45 | 46  | -1  | 40  |
|  | 9.  | Archena CF        | 38 | 15 | 10 | 13 | 58 | 39  | +19 | 40  |
|  | 10. | Madrigueras UD    | 38 | 16 | 8  | 14 | 50 | 46  | +4  | 40  |
|  | 11. | Mazarrón CF       | 38 | 15 | 11 | 12 | 62 | 54  | +8  | 38  |
|  | 12. | Algaida CF        | 38 | 13 | 10 | 15 | 53 | 59  | -6  | 36  |
|  | 13. | El Palmar CF      | 38 | 15 | 6  | 17 | 55 | 67  | -12 | 36  |
|  | 14. | CF Huercalense    | 38 | 14 | 7  | 17 | 56 | 61  | -5  | 35  |
|  | 15. | CD Algar          | 38 | 14 | 8  | 16 | 52 | 74  | -22 | 33  |
|  | 16. | CD Bala Azul      | 38 | 12 | 8  | 18 | 53 | 60  | -7  | 32  |
|  | 17. | CD Roldán         | 38 | 12 | 7  | 19 | 48 | 74  | -26 | 31  |
|  | 18. | San Javier CF     | 38 | 8  | 10 | 20 | 48 | 77  | -29 | 26  |
|  | 19. | CD Levante        | 38 | 6  | 8  | 24 | 30 | 82  | -52 | 20  |
|  | 20. | Lorquí CF         | 38 | 2  | 3  | 33 | 25 | 120 | -95 | 7   |

Pts = Puntos; PJ = Partidos Jugados; G = Partidos Ganados; E = Partidos Empatados; P = Partidos Perdidos; GF = Goles Anotados; GC = Goles Recibidos
|  | Asciende a Tercera División  |
|  | Desciende a Primera Regional |

### Fase por la Permanencia
| Ida; junio de 1981 | Torreagüera CF | 2:2 | CD Algar |  |  |

| Vuelta; junio de 1981 | CD Algar | 1:1 (penaltis) | Torreagüera CF |  |  |

| Asciende a Regional Preferente Torreagüera CF |
| Desciende a Primera Regional CD Algar         |

| Ida; junio de 1981 | CD Bala Azul | 1:1 | Cehegín CF |  |  |

| Vuelta; junio de 1981 | Cehegín CF | 1:1 (penaltis) | CD Bala Azul |  |  |

## Primera Regional

### Clasificación Grupo 1
|  |     | Equipos de fútbol     | PJ | G  | E  | P  | GF | GC | Dif | Pts |
|  | --- | --------------------- | -- | -- | -- | -- | -- | -- | --- | --- |
|  | 1.  | Espinardo CF          | 30 | 19 | 6  | 5  | 58 | 28 | +30 | 44  |
|  | 2.  | Alcantarilla CF       | 30 | 18 | 7  | 5  | 76 | 32 | +44 | 43  |
|  | 3.  | Cehegín CF            | 30 | 18 | 7  | 5  | 73 | 27 | +46 | 43  |
|  | 4.  | CD Bullense           | 30 | 13 | 12 | 5  | 60 | 40 | +20 | 38  |
|  | 5.  | CF Javalí Nuevo       | 30 | 15 | 7  | 8  | 58 | 37 | +21 | 37  |
|  | 6.  | Cotillas CF           | 30 | 13 | 9  | 8  | 42 | 38 | +4  | 35  |
|  | 7.  | CD La Roda            | 30 | 13 | 6  | 11 | 52 | 36 | +16 | 32  |
|  | 8.  | UD Blanca             | 30 | 12 | 8  | 10 | 46 | 52 | -6  | 32  |
|  | 9.  | Atlético Tarazona     | 30 | 8  | 12 | 10 | 31 | 50 | -19 | 28  |
|  | 10. | Atlético Cieza        | 30 | 10 | 6  | 14 | 52 | 52 | 0   | 26  |
|  | 11. | UD La Copa            | 30 | 8  | 8  | 14 | 50 | 51 | -1  | 24  |
|  | 12. | Sporting La Gineta CF | 30 | 8  | 6  | 16 | 40 | 67 | -27 | 22  |
|  | 13. | CP Imperial de Bonete | 30 | 8  | 5  | 17 | 42 | 55 | -13 | 21  |
|  | 14. | CD Ceutí              | 30 | 6  | 8  | 16 | 25 | 48 | -23 | 20  |
|  | 15. | Juventud de Hellín    | 30 | 7  | 5  | 18 | 38 | 85 | -47 | 19  |
|  | 16. | CD Los Torraos        | 30 | 7  | 2  | 21 | 31 | 76 | -45 | 16  |

Pts = Puntos; PJ = Partidos Jugados; G = Partidos Ganados; E = Partidos Empatados; P = Partidos Perdidos; GF = Goles Anotados; GC = Goles Recibidos
|  | Asciende a Regional Preferente |

### Clasificación Grupo 2
|  |     | Equipos de fútbol        | PJ | G  | E  | P  | GF | GC | Dif | Pts |
|  | --- | ------------------------ | -- | -- | -- | -- | -- | -- | --- | --- |
|  | 1.  | CD Naval                 | 30 | 20 | 8  | 2  | 70 | 26 | +44 | 48  |
|  | 2.  | Deportiva Minera         | 30 | 20 | 6  | 4  | 90 | 34 | +56 | 46  |
|  | 3.  | Torreagüera CF           | 30 | 19 | 4  | 7  | 70 | 36 | +34 | 42  |
|  | 4.  | CD Beniel                | 30 | 17 | 5  | 8  | 50 | 30 | +20 | 39  |
|  | 5.  | CF Santiago de la Ribera | 30 | 14 | 8  | 8  | 64 | 49 | +15 | 36  |
|  | 6.  | Olímpico Vista Alegre    | 30 | 15 | 6  | 9  | 43 | 31 | +12 | 36  |
|  | 7.  | CD Dolores               | 30 | 14 | 7  | 9  | 39 | 32 | +7  | 35  |
|  | 8.  | CD Tháder                | 30 | 13 | 6  | 11 | 49 | 43 | +6  | 32  |
|  | 9.  | San Miguel               | 30 | 10 | 6  | 14 | 44 | 49 | -5  | 26  |
|  | 10. | Fuente Álamo CF          | 30 | 8  | 10 | 12 | 37 | 44 | -7  | 26  |
|  | 11. | Santa Pola CF            | 30 | 11 | 4  | 15 | 36 | 53 | -17 | 26  |
|  | 12. | Balsapintada CF          | 30 | 9  | 4  | 17 | 42 | 52 | -10 | 22  |
|  | 13. | Guardamar                | 30 | 9  | 1  | 20 | 31 | 72 | -41 | 19  |
|  | 14. | CD Zeneta                | 30 | 5  | 7  | 18 | 33 | 61 | -28 | 17  |
|  | 15. | Sangonera Atlético       | 30 | 5  | 7  | 18 | 29 | 65 | -36 | 17  |
|  | 16. | Masa                     | 30 | 5  | 3  | 22 | 25 | 75 | -50 | 13  |

Pts = Puntos; PJ = Partidos Jugados; G = Partidos Ganados; E = Partidos Empatados; P = Partidos Perdidos; GF = Goles Anotados; GC = Goles Recibidos
|  | Asciende a Regional Preferente |

### Fase por la Permanencia
| Ida; junio de 1981 | CD Ceutí | 3:0 | CD Zeneta |  |  |

| Vuelta; junio de 1981 | CD Zeneta | 2:0 | CD Ceutí |  |  |

| Desciende a Segunda Regional CD Zeneta. Posteriormente recupera la plaza en Primera Regional. |

## Segunda Regional

### Clasificación Grupo 1
|  |     | Equipos de fútbol         | PJ | G  | E  | P  | GF | GC | Dif | Pts |
|  | --- | ------------------------- | -- | -- | -- | -- | -- | -- | --- | --- |
|  | 1.  | SD Tobarra                | 26 | 21 | 2  | 3  | 66 | 21 | +45 | 44  |
|  | 2.  | SD Caudete                | 26 | 17 | 3  | 6  | 69 | 31 | +38 | 37  |
|  | 3.  | CP Villarrobledo Promesas | 26 | 15 | 4  | 7  | 62 | 27 | +35 | 34  |
|  | 4.  | CP Pozo Cañada            | 26 | 15 | 4  | 7  | 53 | 30 | +23 | 34  |
|  | 5.  | CF Barrax                 | 26 | 13 | 4  | 9  | 55 | 46 | +9  | 30  |
|  | 6.  | UD Villamalea             | 26 | 12 | 4  | 10 | 57 | 42 | +15 | 28  |
|  | 7.  | CP Cultural Valdeganga    | 26 | 11 | 6  | 9  | 44 | 42 | +2  | 28  |
|  | 8.  | Atlético Fuenteálamo      | 26 | 9  | 10 | 7  | 33 | 41 | -8  | 28  |
|  | 9.  | Aguas Nuevas CF           | 26 | 10 | 4  | 12 | 41 | 56 | -15 | 24  |
|  | 10. | CD Alto Júcar             | 26 | 8  | 5  | 13 | 35 | 53 | -18 | 21  |
|  | 11. | CF Chinchilla             | 26 | 8  | 4  | 14 | 56 | 63 | -7  | 20  |
|  | 12. | Atlético Higueruela       | 26 | 4  | 5  | 17 | 37 | 75 | -38 | 13  |
|  | 13. | CF Rayo Pozohondo         | 26 | 6  | 1  | 19 | 31 | 59 | -28 | 11  |
|  | 14. | Atlético Madrigueras      | 26 | 4  | 2  | 20 | 29 | 82 | -53 | 10  |
|  | 15. | Merkal Tarazona           | 0  | 0  | 0  | 0  | 0  | 0  | 0   | 0   |
|  | 16. | Atlético Ibañés           | 0  | 0  | 0  | 0  | 0  | 0  | 0   | 0   |

Pts = Puntos; PJ = Partidos Jugados; G = Partidos Ganados; E = Partidos Empatados; P = Partidos Perdidos; GF = Goles Anotados; GC = Goles Recibidos
|  | Asciende a Primera Regional |

### Clasificación Grupo 2
|  |     | Equipos de fútbol  | PJ | G  | E | P  | GF | GC | Dif | Pts |
|  | --- | ------------------ | -- | -- | - | -- | -- | -- | --- | --- |
|  | 1.  | Moratalla CF       | 22 | 14 | 3 | 5  | 37 | 22 | +15 | 31  |
|  | 2.  | CD Muleño          | 22 | 14 | 1 | 7  | 43 | 20 | +23 | 29  |
|  | 3.  | CF Albudeite       | 22 | 13 | 2 | 7  | 47 | 34 | +13 | 28  |
|  | 4.  | CAD Virginia Garre | 22 | 11 | 4 | 7  | 39 | 33 | +6  | 26  |
|  | 5.  | UD Alhameña        | 22 | 11 | 2 | 9  | 45 | 39 | +6  | 24  |
|  | 6.  | Campos del Río CD  | 22 | 8  | 7 | 7  | 34 | 29 | +5  | 23  |
|  | 7.  | La Parroquia       | 22 | 9  | 4 | 9  | 36 | 43 | -7  | 22  |
|  | 8.  | Hoya del Campo     | 22 | 7  | 7 | 8  | 35 | 40 | -5  | 21  |
|  | 9.  | CD Barqueros       | 22 | 10 | 1 | 11 | 44 | 29 | +15 | 21  |
|  | 10. | CD Pliego          | 22 | 9  | 2 | 11 | 37 | 32 | +5  | 20  |
|  | 11. | UD Calasparra      | 22 | 6  | 3 | 13 | 28 | 46 | -18 | 15  |
|  | 12. | Ulea               | 22 | 0  | 4 | 18 | 19 | 77 | -58 | 4   |
|  | 13. | Caravaca Promesas  | 0  | 0  | 0 | 0  | 0  | 0  | 0   | 0   |

Pts = Puntos; PJ = Partidos Jugados; G = Partidos Ganados; E = Partidos Empatados; P = Partidos Perdidos; GF = Goles Anotados; GC = Goles Recibidos
|  | Asciende a Primera Regional |

### Clasificación Grupo 3
|  |     | Equipos de fútbol     | PJ | G  | E | P  | GF | GC  | Dif | Pts |
|  | --- | --------------------- | -- | -- | - | -- | -- | --- | --- | --- |
|  | 1.  | Atlético Orihuela     | 22 | 14 | 5 | 3  | 52 | 24  | +28 | 33  |
|  | 2.  | Abanilla Deportiva    | 22 | 15 | 3 | 4  | 40 | 18  | +22 | 33  |
|  | 3.  | Atlético Alguazas     | 22 | 14 | 4 | 4  | 55 | 31  | +24 | 32  |
|  | 4.  | Alguazas CF           | 22 | 13 | 1 | 8  | 46 | 24  | +22 | 27  |
|  | 5.  | La Murada             | 22 | 10 | 5 | 7  | 32 | 22  | +10 | 25  |
|  | 6.  | Barinas CF            | 22 | 9  | 6 | 7  | 47 | 38  | +9  | 24  |
|  | 7.  | Jumilla Atlético      | 22 | 10 | 3 | 9  | 47 | 36  | +11 | 23  |
|  | 8.  | UD Archenera          | 22 | 9  | 5 | 8  | 43 | 31  | +12 | 23  |
|  | 9.  | AD Fortuna            | 22 | 7  | 1 | 14 | 35 | 44  | -9  | 15  |
|  | 10. | Mahoya Atlético CF    | 22 | 5  | 3 | 14 | 34 | 50  | -16 | 13  |
|  | 11. | Orihuela Promesas     | 22 | 3  | 5 | 14 | 18 | 52  | -34 | 11  |
|  | 12. | Sporting Javalí Nuevo | 22 | 2  | 1 | 19 | 22 | 101 | -79 | 5   |
|  | 13. | CD Ribereño           | 0  | 0  | 0 | 0  | 0  | 0   | 0   | 0   |

Pts = Puntos; PJ = Partidos Jugados; G = Partidos Ganados; E = Partidos Empatados; P = Partidos Perdidos; GF = Goles Anotados; GC = Goles Recibidos
|  | Asciende a Primera Regional |

### Clasificación Grupo 4
|  |     | Equipos de fútbol | PJ | G  | E | P  | GF | GC  | Dif  | Pts |
|  | --- | ----------------- | -- | -- | - | -- | -- | --- | ---- | --- |
|  | 1.  | CD Alberca        | 24 | 19 | 5 | 0  | 56 | 18  | +38  | 43  |
|  | 2.  | Guadalupe CF      | 24 | 17 | 1 | 6  | 81 | 24  | +57  | 35  |
|  | 3.  | Los Ramos CF      | 24 | 16 | 2 | 6  | 82 | 33  | +49  | 34  |
|  | 4.  | CD Juvenia        | 22 | 14 | 4 | 6  | 57 | 30  | +27  | 32  |
|  | 5.  | La Unión Athlétic | 24 | 13 | 4 | 7  | 51 | 26  | +25  | 30  |
|  | 6.  | La Tercia         | 24 | 13 | 3 | 8  | 73 | 48  | +25  | 29  |
|  | 7.  | Club Crao         | 24 | 12 | 5 | 7  | 64 | 26  | +38  | 29  |
|  | 8.  | CD Dolorense      | 24 | 12 | 1 | 11 | 49 | 39  | +10  | 25  |
|  | 9.  | CD Corvera        | 24 | 10 | 3 | 11 | 61 | 53  | +8   | 23  |
|  | 10. | Santa Cruz        | 24 | 6  | 2 | 16 | 50 | 69  | -19  | 14  |
|  | 11. | Villanueva        | 24 | 4  | 4 | 16 | 42 | 81  | -41  | 12  |
|  | 12. | Sordos            | 24 | 1  | 1 | 22 | 25 | 130 | -105 | 3   |
|  | 13. | Nuestra Tertulia  | 24 | 1  | 1 | 22 | 20 | 134 | -114 | 3   |

Pts = Puntos; PJ = Partidos Jugados; G = Partidos Ganados; E = Partidos Empatados; P = Partidos Perdidos; GF = Goles Anotados; GC = Goles Recibidos
|  | Asciende a Primera Regional |

### Clasificación Grupo 5
Falta una jornada.
|  |     | Equipos de fútbol        | PJ | G  | E | P  | GF | GC | Dif | Pts |
|  | --- | ------------------------ | -- | -- | - | -- | -- | -- | --- | --- |
|  | 1.  | Bigastro CF              | 25 | 18 | 5 | 2  | 80 | 38 | +42 | 41  |
|  | 2.  | Redován CF               | 24 | 18 | 3 | 3  | 74 | 25 | +49 | 39  |
|  | 3.  | Pinoso CF                | 25 | 16 | 5 | 4  | 54 | 21 | +23 | 37  |
|  | 4.  | Kelme CF                 | 24 | 16 | 4 | 4  | 48 | 25 | +23 | 36  |
|  | 5.  | Rafal                    | 25 | 15 | 5 | 5  | 66 | 41 | +25 | 35  |
|  | 6.  | Paredes                  | 25 | 13 | 2 | 10 | 57 | 36 | +21 | 28  |
|  | 7.  | CD Altet                 | 25 | 10 | 8 | 7  | 45 | 30 | +15 | 28  |
|  | 8.  | CD Albaterense           | 25 | 12 | 3 | 11 | 40 | 32 | +8  | 27  |
|  | 9.  | Formentera CF            | 25 | 11 | 1 | 13 | 35 | 54 | -19 | 23  |
|  | 10. | Marinense CF             | 25 | 5  | 5 | 15 | 31 | 70 | -39 | 15  |
|  | 11. | CRD Hondón de las Nieves | 25 | 5  | 4 | 16 | 29 | 58 | -29 | 14  |
|  | 12. | Almoradí Promesas        | 25 | 5  | 2 | 18 | 29 | 59 | -30 | 12  |
|  | 13. | Benijófar                | 25 | 3  | 2 | 20 | 18 | 72 | -54 | 8   |
|  | 14. | CD Montesinos            | 25 | 1  | 4 | 20 | 25 | 78 | -53 | 6   |

Pts = Puntos; PJ = Partidos Jugados; G = Partidos Ganados; E = Partidos Empatados; P = Partidos Perdidos; GF = Goles Anotados; GC = Goles Recibidos
|  | Asciende a Primera Regional |